# Vladimír Szabó
Vladimír Szabó (*6. května 1950) je bývalý slovenský fotbalista, brankář.

## Fotbalová kariéra
V československé lize hrál za Plastiku Nitra. V československé lize nastoupil ve 108 utkáních. Reprezentoval Československo v týmu do 23 let.

## Ligová bilance
| Ročník                                   | Zápasy | Góly | Klub           |
| ---------------------------------------- | ------ | ---- | -------------- |
| 1. československá fotbalová liga 1971/72 | 23     | 0    | AC Nitra       |
| 1. československá fotbalová liga 1972/73 | 27     | 0    | AC Nitra       |
| 1. československá fotbalová liga 1973/74 | 22     | 0    | AC Nitra       |
| 1. československá fotbalová liga 1974/75 | 8      | 0    | AC Nitra       |
| 1. československá fotbalová liga 1979/80 | 19     | 0    | Plastika Nitra |
| 1. československá fotbalová liga 1980/81 | 9      | 0    | Plastika Nitra |
| LIGA CELKEM                              | 108    | 0    |                |